# Франк Лойд Райт
Франк Лойд Райт (на английски: Frank Lloyd Wright) е прочут американски архитект, интериорен дизайнер, теоретик и основоположник на т.нар. органична архитектура (разкриваща свойствата на естествените материали и органично вписваща се в околния ландшафт).
Автор е на повече от 1100 проекта – къщи, офиси, църкви, училища, мостове, музеи и други – 532 от които са реализирани в рамките на 70-годишната му кариера и 409 съществуват и до днес. Райт често проектира много от интериорните елементи на своите сгради, като например обзавеждането с мебели и различни витражи. Творчеството му включва освен това проектиране на десени, изкуство от стъкло, лампи, сребърни предмети и графично изкуство.
В допълнение той е плодовит писател, лектор и философ. Автор е на 20 книги и безчет статии, изнася лекции из САЩ и Европа и създава забележителен план за децентрализация на градска Америка (Broadacre City), който продължава да е обект на дискусии и до днес, десетилетия след появата му.
Франк Лойд Райт е считан за най-великия архитект на 20 век. Американският институт на архитектите го нарича „най-великият американски архитект на всички времена.“ Според „Architectural Record“ – официалното списание на института – сградите на Райт изпъкват сред най-значителните архитектурни творби в света за последните 100 години.

## Биография
Франк Линкълн Райт е роден на 8 юни 1867 година във фермерското градче Ричленд Сентър, Уисконсин, САЩ, в семейството на Уилям Кари Райт, учител по музика и църковен деятел и Ана Лойд Джоунс Райт, учителка от известното в щата семейство Лойд с уелски корени. Възпитаван е според каноните на унитарианската църква. Като дете много си играел с кубчета (конструктор „Киндергартен“, разработен от Фридрих Фрьобел). След като родителите на Райт се развеждат през 1885 г., той поема отговорността за издръжката на майка си и двете си сестри. Успоредно с това приема и майчината си фамилия Лойд.
През 1885 г. Франк постъпва в инженерния факултет на Университета на Уисконсин в Медисън. Паралелно със следването работи като помощник на Алън Коновър, местен инженер-строител. През 1887 г. напуска университета без да завърши и се мести в Чикаго, където постъпва първоначално в архитектурното бюро на Джоузеф Лайман Силзби, а след година в архитектурната фирма „Адлър и Съливан“, оглавявана от известния архитект Луис Съливан. През 1899 г. създава семейство с Катрин (Кити) Лий Тобин и проектира дома си в Оук Парк, Илинойс. През 1890 г. се ражда синът му Франк Лойд Райт младши. През същата година Райт вече е натоварен с проектирането на всички поръчки за частни къщи при „Адлър и Съливан“. Не след дълго обаче напуска фирмата и от 1893 година започва самостоятелна архитектурна практика в Чикаго. Първият му клиент е Уилям Уинслоу от Ривър Форест, Илинойс, за когото той проектира къща в „прериен“ стил, станал по-късно негова запазена марка. Към 1901 г. вече е автор на около 50 проекта, а към 1909 техният брой вече надхвърля 100.
Райт започва да се прочува и извън границите на САЩ. За популярността му в Европа допринася издаването на 100 негови проекта от 1893 – 1909 г. във вид на двутомен албум – т.нар. Васмут портфолио (The Wasmuth portfolio) (1910, Берлин), придружен от монографията Studies and executed buildings. Тъй като не е публикувал в САЩ преди това, на практика това е първото издание на негови проекти, придружено от собствения му коментар. Дело е на германския издател Ернст Васмут и отчасти по повод на публикуването, отчасти по лични причини, Райт прави пътуване до Европа, което трае една година (октомври 1909 – октомври 1910).
През 1905 г. Райт заминава на първото си пътешествие до Япония, придружен от съпругата си и своите клиенти – семейство Уилиц. Започва да колекционира и да търгува с традиционна японска графика. Интересът му към Далечния изток не секва и през 1913 г. отново пътува до Япония, където получава поръчката за хотел „Империал“. През 1918 г. Райт пътува и до Китай и Корея. Прекарва около 6 години (1915 – 22) в Токио, където през 1916 дори отваря свой офис. Хотел „Империал“ е забележителен с особената структура на основите си, предвидена да запази сградата в случай на земетресение. И наистина, хотелът устоява на страшното земетресение Канто от 1923 г., разрушило голяма част от града. По-късно обаче градоустройствените планове налагат неговото разрушаване през 1968 г. Все пак известна част от него е запазена – входното фоайе е изложено в архитектурен парк близо до Нагоя. В Япония Франк Лойд Райт проектира също училището „Джию Гакуен“ и няколко фамилни къщи.
През 1928 г. Райт се жени за Олга Ивановна Хинценбург (наричана съкратено „Олгиванна“). Поради настъпващата икономическа криза броят на поръчките спада и архитектът започва да пътува и изнася лекции, което го прави известен в международен план. През 1932 г. публикува своята „Автобиография“ и „Изчезващият град“ – две книги, които оказват силно влияние върху няколко поколения млади архитекти. По време на Голямата депресия Франк Лойд Райт и жена му Олгиванна основават архитектурна школа (стипендиански център) в Талийсин. Тя става известна като „Задругата Талийсин“ (Taliesin Fellowship). Целта на обучението била да осигури пълни условия за учене, като интегрира всички аспекти на студентския живот и ги възпита като отговорни, творчески и културни човешки същества. Студентите се обучавали не само на занаята, но получавали знание по строителство, фермерство, градинарство и готварство и изучавали природата, музика, изкуство и танци.
През 1927 г. получава поръчка в Аризона и през следващите години Райт и неговите чертожници често живеят на палатки в пустинята. Една такава пустинна „резиденция“ е Окатильо близо до Чандлър. Това е първият от серията му експерименти с платно като строителен материал.
През 30-те години той работи по модела на Broadacre City и се счита за добър архитект, но общо взето навлязъл в залеза си. Но през 1936 г. започва неговото завръщане на сцената с поредица важни поръчки: административната сграда на Джонсън Уакс, Къщата над водопада (проектирана през 1935, но построена през 1936) и първите Юсоновски къщи. Тези му работи стават много известни и водят до поток от нови поръчки, прекъснат едва от Втората световна война. Избликът му на творческа енергия след две десетилетия затишие се счита за забележително явление в американската история на изкуството, още повече че през 1937 г. той навършва 70 години.

## Прерийна къща
Прерийната къща се превръща в определен тип дизайн на градска къща, който Райт развива между 1900 и 1911 година. Според самия архитект „Прерията притежава своя собствена красота, която трябва да се научим да разпознаваме и да ценим нейната хубост и равнинен простор. И оттам идват покривите с плавен наклон, ниските пропорции, спокойните хоризонти, скъсените широки комини, навесите, ниските тераси с изнесени напред стени, ограждащи уединени градини“.
Много от къщите имат кръстовидно сечение, а разположеното в центъра огнище-камина обединява откритото пространство. Райт отделя особено внимание на интериорите, като сам проектира мебелите и настоява всеки елемент да бъде осмислен и органично да се вписва в създаваната от него среда. С включването на вградени библиотеки, канапета, бюфети, шкафове, архитектът успява да свърже неразривно мебелировката с общия дизайн на сградата, макар че често оставал неразбран от клиентите, които настоявали да се нанасят с мебелите от предишното си жилище. Най-известни проекти в този стил са къщите на Уилиц, на Мартин и на Роби.
Своя собствен дом, наречен Талийсин (Taliesin), Райт също строи в прериен стил през 1911 г. в Спринг Грийн, Уисконсин. Името е уелска дума и означава „пламтящо било“. Талийсин на два пъти – през 1914 и 1925 г. – е разрушаван от пожари и напълно преустрояван, като се преименува съответно в Талийсин II и Талийсин III.

## Стил „Юсон“, 30-те години
Вторият значителен период в творчеството на Райт е през 30-те години. Тогава Райт започва да използва готови строителни елементи и железобетонни конструкции, но продължавайки да противопоставя романтическите идеи за единение с природата на по-технически ориентирания функционализъм.
За клиентите си от средната класа през този период Райт разработва нескъпи проекти, които нарича „юсоновски“ или „северноамерикански“, от съкращението U.S.O.N.A (Unites States of Nothern America). Това са фамилни къщи, в които не е предвидено да има прислуга. Практични, компактни, икономични и технологични, „юсоновските“ къщи развиват принципите, заложени в „Прерийната къща“. Широкият покрив като че плува над стените. Къщите са предимно едноетажни и със сечение във форма на буквата L, което им позволява да се вписват в парцели с неправилна форма. Кухните често били малки, долепени до трапезариите. Трапезариите на свой ред плавно преминавали в дневната, която била централното помещение за общуване, с фокус върху камината. Спалните са изолирани и неголеми, насърчавайки семейството да се събира в дневната. Концепцията за пространства вместо стаи е развитие на идеята на Прерийната къща, а вградените мебели са свързани с принципите на движението „Изкуства и занаяти“. Типичен пример за къща от този период е къщата на Пол и Джийн Хана в Станфорд, Калифорния, наричана също „Honeycomb House (Къщата-пчелна пита)“, защото е проектирана като серия долепени шестоъгълници.
„Юсоновските“ къщи е трябвало да станат градивни елементи на градоустройствената концепция на Райт – „Градът на широките хоризонти“. Концентрираният и пренаселен град трябвало по естествен начин да се „деурбанизира“, като се разпредели по предградията, а основно превозно средство в него трябвало да стане автомобилът. Тази концепция е оказала съществено влияние на характера на застрояване на американските нискоетажни предградия.
През 1935 – 1939 г. Райт построява за Едгар Дж. Кауфман известната „Къща над водопада“ („Fallingwater“) в Мил Рън, щат Пенсилвания. Къщата е композиция от свободно висящи тераси и вертикални варовикови повърхности, кацнали върху стоманени подпори над водата. Част от скалата е оставена вътре в зданието и е използвана в оформлението на интериора. С този проект Райк успява да постави обитателите на дома в особено близък контакт с природата наоколо. Строителството възлиза на 155 000 долара, от които хонорарът на архитекта е 8000 долара. Къщата на два пъти е реконструирана, тъй като се наложило добавянето на допълнителни стоманени подпори.
 В този период Райт строи и нежилищни здания, сред които най-известна е административната сграда на компанията „Джонсън Уакс“ (1936 – 1939) в Расин, Уисконсин. В центъра на конструкцията е голяма работна зала с дървовидна колонада, в която всяка колона се разширява към върха. Дървовидната структура се повтаря и в сградата с лабораториите, построена по-късно. Това е сграда на четиринадесет етажа, чиито помещения се групират около централно ядро – „ствол“, в който са асансьорните шахти, а етажите се разтварят от централния пилон като клоните на дърво и се редуват – квадратните етажни плочи образуват скелета на сградата, а между тях са вписани кръгли плочи. Отвън цялата сграда е облицована със стъклен кожух с прикрепени и отвътре стъклени плочи за по-добра изолация.

## Градоустройствени проекти
Още от началото на кариерата си Франк Лойд Райт се интересува от градоустройство. Неговите първи поръчки и теории в тази област датират още от 1900 г. и той продължава да се занимава с градско планиране до смъртта си, макар и много от проектите му да остават нереализирани. Получил е общо 41 градоустройствени поръчки.
Започва да обмисля проект за предградията на големия град през 1900 г. и предложеното от него се отличава от традиционните дотогава проекти, като разполага къщите на групи от по по четири квадратни парцела, образуващи голям квадрат, по чиито страни минават пътищата за достъп („Quadruple Block Plan“) – съвсем различен план от възприетите дотогава дълги редици от къщи на успоредни улици. Самите къщи, които по проект са подобни на „Прерийната къща“ са разположени близо до центъра на големия квадрат, като по този начин пространството се използва максимално и същевременно вътре между къщите остава уединен участък. Това разположение позволява и по-интересни гледки от всяка къща. Макар този план да не се реализира, Райт го публикува в портфолиото Васмут, публикувано през 1910 г.
През 1913 г. той участва в конкурс по градско планиране, организиран в Чикаго (Chicago Land Development Competition). Задачата е да се проектира цял крайградски квартал. Представеният от него проект взема за основа Quadruple Block Plan, но вече отчита нуждите на различни социални слоеве По-луксозните къщи са разположени в по-скъпите зони, а паркове и общи пространства ги делят от по-скромните къщи и блокове с апартаменти. Присъстват и така необходимите за всеки град училища, музеи, пазари и т.н. Тази негова философия за необходимост от децентрализация на големия град по-късно се засилва в теоретичния му проект Broadacre City. Според него бъдещето на жилищата в Америка е извън големите градове и трябва всички услуги и учреждения да се намират сред жилищата: фабрики редом с ферми и жилища („factories side by side with farm and home.“).
Други негови комунални проекти са:
1909 – Como Orchard Summer Colony – проект за изграждане на жилища в Битерруут Вали, Монтана (реализиран частично, но къщите не са оцелели до днес)
1938 – Suntop Homes – 4 къщи в Пенсилвания. С тях се свързва и проектът Cloverleaf Quadruple Housing – правителствена поръчка за Министерство на отбраната – бюджетни многофамилни жилища, алтернатива на предградията (нереализиран)
1945 – Usonia Homes – кооперативен проект на 100 акра с 47 къщи в Плезънтвил, Ню Йорк (3 проектирани от Райт)
1949 – The Acres, (Galesburg Country Homes), 5 къщи (4 проектирани от Райт) в Чарлтън Тауншип, Мичиган

## По-късни проекти
Проектът на музея Соломон Гугенхайм в Ню Йорк отнема 16 години на Райт (1943 – 1959) и вероятно е най-известният му шедьовър. Сградата се издига плавно като бежова спирала на Пето авеню, а вътрешността ѝ прилича на охлюв. Нейната уникална централна геометрия е замислена с цел посетителите да вземат асансьора и да започнат обиколката от най-горе, спускайки се плавно надолу по централната спираловидна рампа, чиято геометрична визия е подсилена от кръгли форми, вградени в пода и триъгълни осветителни тела. Но след завършването на строежа редица от идеите на Райт не са изцяло реализирани. Експозицията се разглежда от долу нагоре.
Единственият построен небостъргач по проект на Райт е Прайс Тауър, 19-етажна кула в Бартълсвил, Оклахома. Тя е втората негова вертикална структура (другата е изследователският център в Расийн, Уисконсин). Прайс Тауър е построена по поръчка на Харолд Прайс за неговата нефтохимическа компания и отваря врати през 1956. През 2007 г. Прайс Тауър е обявена за национална историческа забележителност.

## Наследство
Дори много години след смъртта му, настъпила на 9 април 1959, Франк Лойд Райт е съпровождан от сътресения. Когато той умира, третата му жена Олгиванна оглавява Стипендиантския център в Талийсин Запад в Скотсдейл, Аризона, и го ръководи до смъртта си през 1985 г. Нейното последно желание е тя, дъщеря ѝ от първия брак и Франк да бъдат кремирани и погребани заедно в Скотсдейл. Дотогава в продължение на 25 години тялото на Райт е почивало в гробището в близост до местната Унитарианска църква в Талийсин, домът на Райт в Спринг Грийн, Уисконсин. Идеята на Олгиванна включвала и изграждането на градина-мемориал, която към момента на смъртта ѝ все още не била завършена и затова минало известно време докато погребенията били извършени. Затова днес върху гроба на Франк Лойд Райт в Спринг Грийн има само мемориален камък.

## Личен живот
Личният му живот е изпъстрен с обрати и скандали. Превръщайки се в преуспял архитект, Райт не се лишавал от нищо и често ставал мишена на жълтата преса. Три пъти е сключвал официален брак, но на два пъти се наложило да изчака оформянето на развода от предишния си брак:
- бракът му с Кити се разпада към 1909 г. поради любовната му връзка с Мейма Ботуик Чейни, с която заминава за дълго пътешествие из Европа. Развод от Кити получава едва през 1922 г.;
- съжителството му с Мейма Чейни, която е съпруга на един от клиентите му, завършва трагично през 1914 г. – тя и двете ѝ деца стават жертва на убийство в къщата на Райт „Талийсин I“, а къщата изгаря;
- бракът му със скулпторката Мириам Ноуел (1923 г.) се разпада бързо поради пристрастеността на Мириам към морфина;
- последната спътница на Райт е Олга Ивановна Хинценбург. Той е погребан редом с нея и дъщеря ѝ в Талийсин Запад в Скотсдейл, Аризона.

Райт има седем деца: трима синове и четири дъщери. Двама от синовете му – Франк Лойд Райт-младши и Джон Лойд Райт също стават архитекти. Внучката на Райт – Ан Бакстър – е актриса, носител на „Оскар“ за второстепенна женска роля.

### Стил и концепции
Творчеството на Райт в областта на органичната архитектура обхваща и най-дребните детайли. И в най-големите си комерсиални проекти, и в най-скромните Юсоновски къщи, той обръща внимание на всеки детайл отвън и отвътре в сградата, включително мебели, килими, прозорци, врати, осветление и декоративни елементи. Подобно на Чарлс Рени Макинтош в Шотландия той е сред първите архитекти, които проектират не само сградата, но и специални мебели и други декоративни елементи, които са неразделна част от целия проект и дори често се връщал към завършени вече проекти, за да променя вътрешните елементи.
Неговите Прерийни къщи съдържат подхождащи им дизайнерски елементи, обединени в една тема (често основана на растителни мотиви), които се повтарят по прозорците, подовите настилки и други елементи на вътрешното оформление. Той прави нововъведения като започва да използва нови строителни елементи като предварително оформени бетонни блокчета, стъклени тухли и цинкови ограничители при витражите (вместо традиционните оловни) и е прочут с използването на тръби от стъкло пирекс като основен елемент в административната сграда на Джонсън Уакс. Райт е и един от първите архитекти, проектирали и изработвали по поръчка електрически лампи, включително и едни от първите свободно стоящи лампиони и първите стъклени абажури във форма на сфера (преди това газеното осветление не е позволявало подобни форми).
Стъклото заема специално място в проектите му поради прогреса, постигнат в механизацията на процесите по обработката му. То се вписва отлично във философията на органичната архитектура, тъй като позволява взаимодействие с и наблюдение на външния свят, като в същото време осигурява заслон от дъжд и вятър. През 1928 г. Райт пише есе върху стъклото, в което го сравнява с огледалата на природата: езера и реки. Един от първите случаи, при които той използва стъкло е да подреди редица прозорци по външната стена като опит да се разчупи нейната монотонност. Използвайки много стъкло, Райт търси баланс между лекотата и въздушността на стъклото и солидните стени. Най-известните примери за негово изкуство от стъкло се срещат в Прерийните къщи. Отделните прости геометрични форми се събират в сложни орнаменти и това е една от неговите запазени марки в цялата му кариера.
Творчеството на Райт отразява промяната в традиционния домашен бит на американското семейство, настъпила в началото на 20 век. Прислугата се среща все по-рядко или напълно отсъства от повечето домакинства и затова той се насочва към проектирането на все по-големи и отворени пространства, противоположно на стаите-кутийки. Това позволява на домакинята да работи в своя „работен кът“, както той често нарича кухнята, като същевременно има възможност да наблюдава децата или гостите в дневната и да общува с тях. Значителна част от съвременната архитектура, включително ранните работи на Лудвиг Мис ван дер Рое може да се свърже с пионерските проекти на Райт.
Райт е бил дизайнер и на част от собственото си облекло. Той се отличавал с артистичен стил и обикновено се обличал в скъпи костюми, носел шалчета и наметала. Колите му били също така направени по поръчка и се набивали в очи: жълт Mercer raceabout в началото, червен Cord кабриолет през 30-те и поръчков Линкълн от 1940 нататък. Силната му индивидуалност впечатлява и Айн Ранд, която не само цени високо неговото творчество, но и го взема за основа при изграждането на образа на архитекта Хауърд Роурк в романа си „Изворът“.

## Творби
Проектите на Райт са реализирани в много щати на САЩ, както и в Япония. В таблицата са описани някои от тях по щати, но списъкът съвсем не е изчерпателен.
Най-голямата колекция от сгради по проекти на Франк Лойд Райт на едно място се намира в кампуса на Флорида Саудърн Колидж (FSC) в Лейкланд, Флорида. Това са 18 отделни сгради, построени между 1941 и 1958 и наречени „Дете на Слънцето“ (Child of the Sun).
| Щат        | Населено място   | Сграда                                                                               |
| ---------- | ---------------- | ------------------------------------------------------------------------------------ |
| Илинойс    | Оук Парк         | Къща и студио на Франк Лойд Райт 1889 – 1909                                         |
| Илинойс    | Оук Парк         | Къщата на госпожа Томас Гейл 1909                                                    |
| Илинойс    | Оук Парк         | Унитарианската църква 1905                                                           |
| Илинойс    | Ривър Форест     | Къщата на Уилям Уинслоу 1894                                                         |
| Илинойс    | Чикаго           | Къщата на Фредерик Роби 1909                                                         |
| Илинойс    | Чикаго           | Небостъргач, висок една миля (The Illinois) 1956 – нереализиран                      |
| Илинойс    | Ривърсайд        | Къщата 1907 и театърът 1913 на Ейвъри Кунли                                          |
| Илинойс    | Хайланд Парк     | Къщата на Уорд Уилиц 1901                                                            |
| Уисконсин  | Спринг Грийн     | Талийсин, къща, ателие и ферма на Франк Лойд Райт 1911                               |
| Уисконсин  | Спринг Грийн     | Стипендиантски център Талийсин 1932 – 39                                             |
| Уисконсин  | Шоруд Хилс       | Унитарианската църква 1947                                                           |
| Уисконсин  | Шоруд Хилс       | Къщата на Джон Пю 1938                                                               |
| Уисконсин  | Расин            | Административна сграда 1936 и изследователски център „С. К. Джонсън и син“ 1943 – 50 |
| Уисконсин  | Мидълтън         | Къщата на Хърбърт Джейкъбс, „Соларен полукръг“ 1944 – 48                             |
| Калифорния | Лос Анджелис     | Къщата на Чарлс Енис 1923                                                            |
| Калифорния | Лос Анджелис     | „Къшата с ружите“ (Холихок хаус), дом на Ейлийн Барнсдал 1917 – 20                   |
| Калифорния | Пасадена         | „Ла Миниатюра“, къща на Алис Милард 1923                                             |
| Калифорния | Сан Франциско    | Магазин за подаръци „В. С. Морис“ 1948 – 50                                          |
| Калифорния | Сан Рафаел       | Общински център на окръг Марин 1957 – 66                                             |
| Калифорния | Станфорд         | „Къщата-пчелна пита“ на Джийн и Пол Хана 1935 – 37                                   |
| Аризона    | Финикс           | Къщата на Норман Лайкс 1959 – 68                                                     |
| Аризона    | Финикс           | Къщата на Роуз Поусън 1939                                                           |
| Аризона    | Скотсдейл        | Талисийн Запад, къща и ателие на Франк Лойд Райт 1937 – 59                           |
| Аризона    | близо до Чандлър | „Окатильо“, пустинна резиденция на Франк Лойд Райт 1929                              |

Освен архитектурни проекти Франк Лойд Райт издава и редица книги: „Архитектурата и модерният начин на живот“ (1937), „Органичната архитектура“ (1939), „За архитектурата“ (1941), „Бъдещето на архитектурата“ (1953), „Природосъобразният град“ (1954), „Американската архитектура“ (1955), „История на кулата“ (1956) „Завещание“ (1957) и „Живият град“ (1958).

## Памет
На архитект Фратк Лойд Райт е наречена улица в квартал „Овча купел“ в София (Карта).

## Галерия
- Домът на Ф. Л. Райт в Оук парк, Илинойс
- Хана хаус, Станфорд, Калифорния
- Къща „Ямамура“ в гр. Ашия, Япония
- Вилата Талийсин, Уисконсин
- Стокман Хаус, Айова
- Училище Джию Гакуен, Япония
- Еспланада в кампуса на FSC, Флорида
- Талийсин Запад, Аризона